# Bassleutel
Met bassleutel duidt men de f-sleutel aan geplaatst op de vierde lijn van de (vijflijnige) notenbalk. De bassleutel geeft aan dat een noot op deze lijn de stamtoon f uit het klein-octaaf, een kwint onder de centrale C, voorstelt.
De sleutel is genoemd naar de zangstem bas, die deze sleutel hanteert. De vorm van de sleutel is een geëvolueerde vorm van de letter F.
Instrumenten die in hetzelfde register spelen, krijgen ook partijen die in bassleutel staan genoteerd.

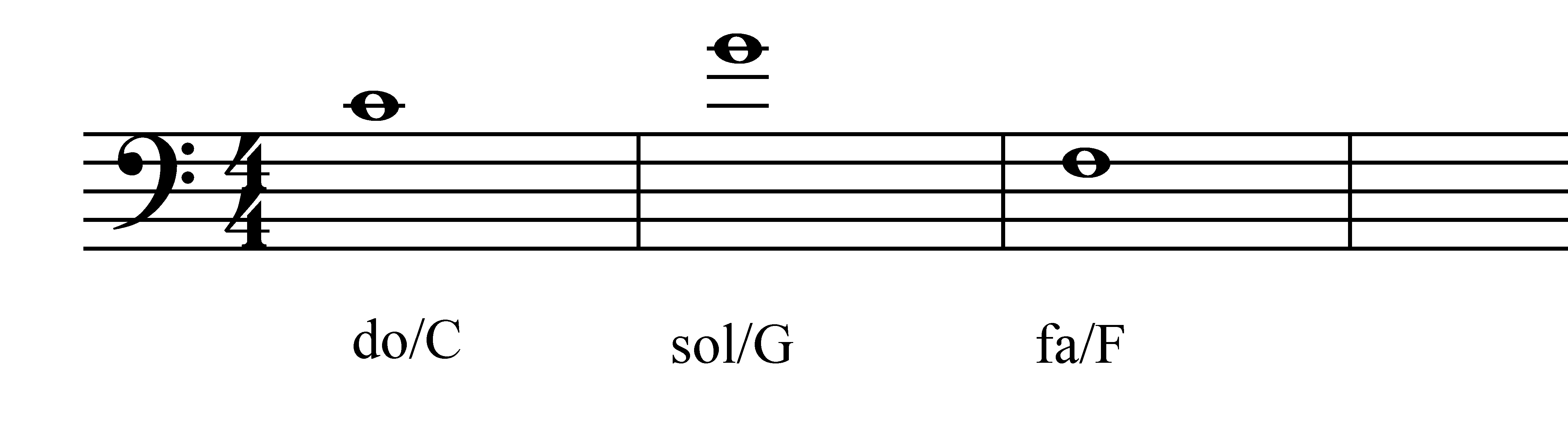
Bassleutel

## Instrumenten die de bassleutel gebruiken
Bas (zangstem), piano (vooral de linkerhand), orgel, trombone, cello, eufonium, fagot, contrabas (octaaf hoger genoteerd), basgitaar, tuba, (hoorn), bastrompet, pauk, sousafoon basblokfluit...